# Disa atrorubens
Disa atrorubens är en orkidéart som beskrevs av Rudolf Schlechter. Disa atrorubens ingår i släktet Disa och familjen orkidéer. Inga underarter finns listade i Catalogue of Life.